# David F. Edwards
David F. Edwards (* 2. März 1928 in Ironton, Ohio) ist ein US-amerikanischer Physiker, der sich mit Festkörperphysik beschäftigt.
Edwards studierte an der Miami University in Ohio (Bachelor 1949) und der University of Cincinnati, wo er 1953 in Kernphysik promoviert wurde. Danach war er bis 1955 als Festkörperphysiker am Batelle Memorial Institute und 1955 bis 1961 am Willow Run Laboratory der University of Michigan. 1961 bis 1965 war er Wissenschaftler im Lincoln Laboratory des Massachusetts Institute of Technology. 1965 wurde er Physikprofessor (ab 1969 auch für Elektrotechnik) an der Colorado State University. 1974 wechselte er an das Los Alamos National Laboratory und 1982 zu Hewlett-Packard (als Senior Scientist). Ab 1983 war er als Gruppenleiter (und 1986 bis 1990 als Chief Scientist) beim Lawrence Berkeley National Laboratory. 1970/71 war er Gastprofessor an der Staatlichen Universität von Rio Grande do Sul und 1975/76 Gastwissenschaftler am Lebedew-Institut.
1990 erhielt er den Oliver E. Buckley Condensed Matter Prize.
Er sollte nicht mit dem britischen theoretischen Festkörperphysiker David M. Edwards verwechselt werden.